# A Son of His Father
Pour plus de détails, voir Fiche technique et Distribution.
A Son of His Father est un film américain réalisé par Victor Fleming, sorti en 1925.

## Fiche technique
- Titre : A Son of His Father
- Réalisation : Victor Fleming
- Scénario : Anthony Coldeway d'après le roman de Harold Bell Wright (en)
- Photographie : Charles Edgar Schoenbaum
- Pays de production : États-Unis
- Format : Noir et blanc - Film muet
- Genre : western
- Date de sortie : 1925

## Distribution
- Bessie Love : Nora Shea
- Warner Baxter : Big Boy Morgan
- Raymond Hatton : Charlie Grey
- Walter McGrail : Holdbrook
- Carl Stockdale : Zobester
- William Eugene : Larry
- Jim Farley : Indian Pete
- Charles Stevens : Pablo
- George Kuwa : Wing